# Tanner Tessmann
Francis Tanner Tessmann (Birmingham, Alabama, Estados Unidos, 24 de septiembre de 2001) es un futbolista estadounidense que juega de centrocampista en el Olympique de Lyon de la Ligue 1.

## Trayectoria
Tessmann comenzó su carrera deportiva en el North Texas SC, y pronto dio el salto a la Major League Soccer de la mano del FC Dallas.
El 29 de febrero de 2020 hizo su debut en la MLS, en un partido frente al Philadelphia Union.
El 15 de julio de 2021 abandonó Estados Unidos para jugar en el Venezia F. C., club recién ascendido a la Serie A italiana.
El 27 de agosto de 2024 fichó por el Olympique de Lyon a cambio de seis millones de euros y el 10% de la plusvalía de un futuro traspaso. Firmó por cinco años y se convirtió en el primer jugador estadounidense en la historia del club.

## Selección nacional
Tessmann fue internacional sub-23 con la selección de fútbol de los Estados Unidos, antes de convertirse en internacional absoluto el 1 de febrero de 2021, en un partido amistoso frente a la selección de fútbol de Trinidad y Tobago que terminó 7-0 favorable a Estados Unidos.

## Estadísticas

### Clubes
Actualizado al último partido disputado el 17 de abril de 2025.
| Club                             | Div.          | Temporada     | Liga  | Liga  | Liga   | Copas nacionales | Copas nacionales | Copas nacionales | Copas internacionales | Copas internacionales | Copas internacionales | Total | Total | Total  |
| Club                             | Div.          | Temporada     | Part. | Goles | Asist. | Part.            | Goles            | Asist.           | Part.                 | Goles                 | Asist.                | Part. | Goles | Asist. |
| -------------------------------- | ------------- | ------------- | ----- | ----- | ------ | ---------------- | ---------------- | ---------------- | --------------------- | --------------------- | --------------------- | ----- | ----- | ------ |
| North Texas S. C. Estados Unidos | 3.ª           | 2019          | 16    | 1     | 0      | —                | —                | —                | —                     | —                     | —                     | 16    | 1     | 0      |
| North Texas S. C. Estados Unidos | Total club    | Total club    | 16    | 1     | 0      | 0                | 0                | 0                | 0                     | 0                     | 0                     | 16    | 1     | 0      |
| F. C. Dallas Estados Unidos      | 1.ª           | 2020          | 21    | 0     | 1      | —                | —                | —                | —                     | —                     | —                     | 21    | 0     | 1      |
| F. C. Dallas Estados Unidos      | 1.ª           | 2021          | 7     | 0     | 0      | —                | —                | —                | —                     | —                     | —                     | 7     | 0     | 0      |
| F. C. Dallas Estados Unidos      | Total club    | Total club    | 28    | 0     | 1      | 0                | 0                | 0                | 0                     | 0                     | 0                     | 28    | 0     | 1      |
| Venezia F. C. · Italia           | 1.ª           | 2021-22       | 20    | 0     | 0      | 3                | 0                | 0                | —                     | —                     | —                     | 23    | 0     | 0      |
| Venezia F. C. · Italia           | 2.ª           | 2022-23       | 33    | 3     | 2      | 1                | 0                | 0                | —                     | —                     | —                     | 34    | 3     | 2      |
| Venezia F. C. · Italia           | 2.ª           | 2023-24       | 41    | 7     | 3      | 1                | 0                | 0                | —                     | —                     | —                     | 42    | 7     | 3      |
| Venezia F. C. · Italia           | Total club    | Total club    | 94    | 10    | 5      | 5                | 0                | 0                | 0                     | 0                     | 0                     | 99    | 10    | 5      |
| Olympique de Lyon Francia        | 1.ª           | 2024-25       | 20    | 0     | 0      | 1                | 0                | 0                | 9                     | 0                     | 0                     | 30    | 0     | 0      |
| Olympique de Lyon Francia        | Total club    | Total club    | 20    | 0     | 0      | 1                | 0                | 0                | 9                     | 0                     | 0                     | 30    | 0     | 0      |
| Total carrera                    | Total carrera | Total carrera | 158   | 11    | 6      | 6                | 0                | 0                | 9                     | 0                     | 0                     | 173   | 11    | 6      |